# Privat område (skylt)

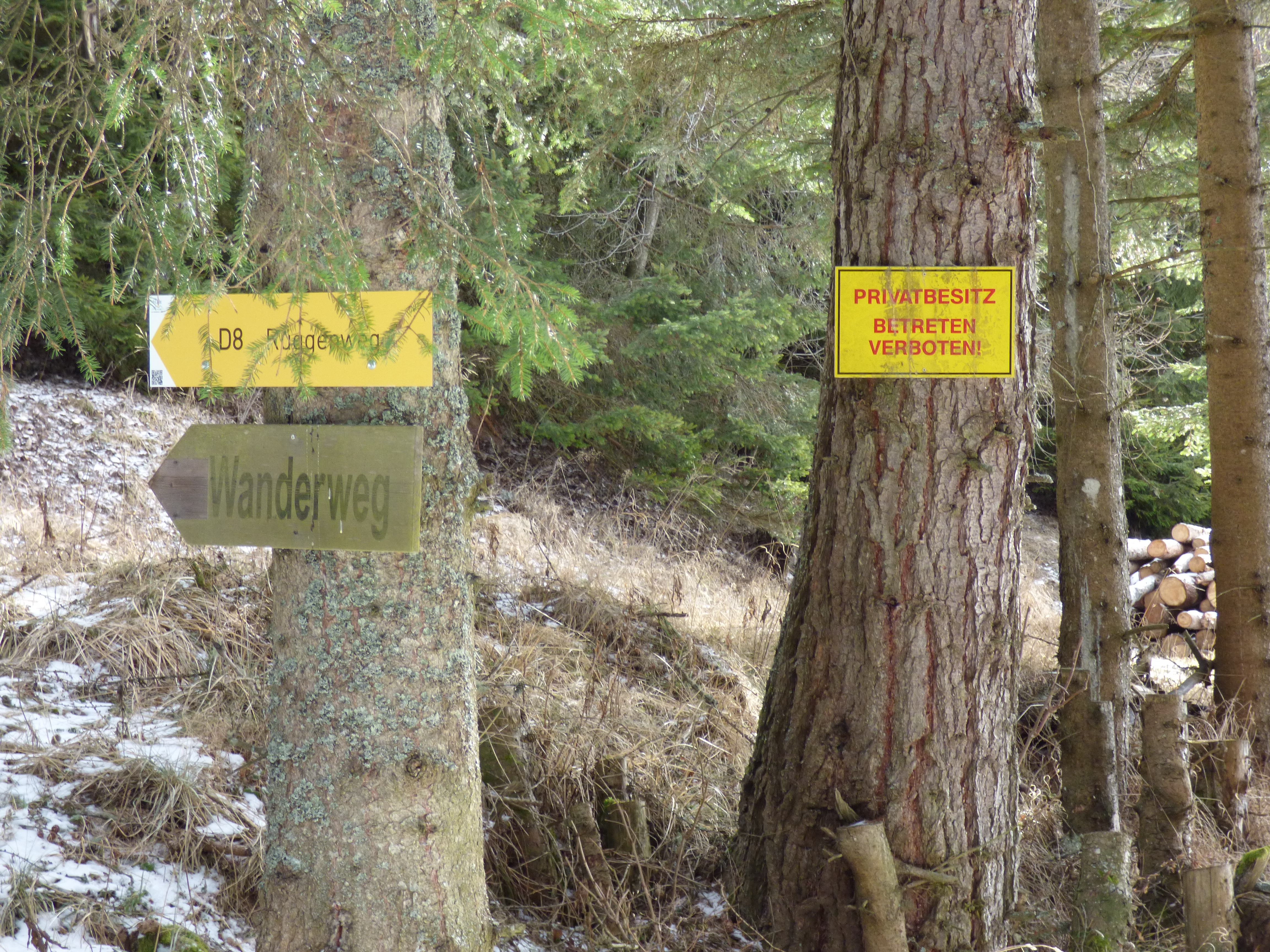
Tyskspråkig skylt som säger att det är privat egendomen och att tillträde är förbjudet.

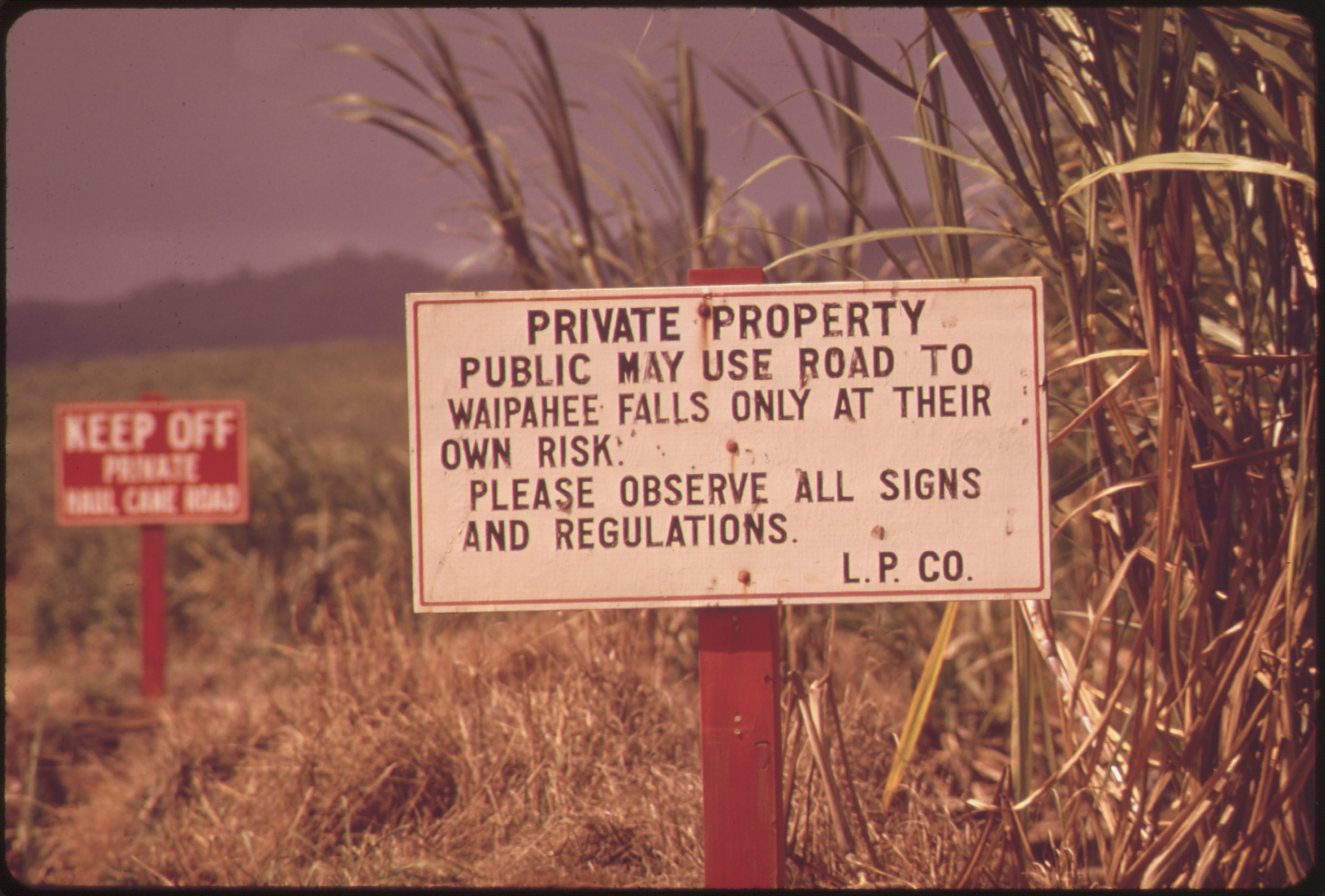
Engelskspråkig skylt.

Privata skyltar med fraser som privat område, privat mark, privat badplats, etc, ibland med tillägg som exempelvis obehöriga äga ej tillträde, används med syftet att stänga allmänheten ute från olika platser.

## Sverige
Med få undantag kräver den här typen av informationsskyltar, texttavlor, uppsatta på mark som omfattas av allemansrätten eller på allmän plats (oavsett vem som äger marken) tillstånd från den kommun de ska sättas upp i, för att ha lagligt stöd. D.v.s. om de ska fungera som förbudsskyltar i likhet med de som finns upptagna i trafikförordningen. Exempelvis en texttavla med enbart frasen "privat väg" utan kombination med ett vägmärke säger inget om vad som gäller för motorfordonstrafik på den. I tättbebyggt och detaljplanerat område kräver skyltar överhuvudtaget bygglov. Ifall de ska kombineras med stängsel behöver ansökan om tillstånd göras även för sådan anordning. Merparten av landets kommuner har aldrig blivit kontaktade av privatpersoner vad gäller tillstånd för förbjudande skyltning som berör friluftslivet. Ingen av landets länsstyrelse har emottagit några överklaganden av sådana ärenden.
För tomtmark gäller däremot, att den normalt är avstängd från allmänheten, även utan att det behöver skyltas om saken. Undantaget kan vara ifall bostadshuset är tydligt och varaktigt obebott.